# ویکتور مارکو
ویکتور مارکو (انگلیسی: Víctor Marco؛ زادهٔ ۱۴ ژوئن ۱۹۸۲) بازیکن فوتبال اهل اسپانیا است.
از باشگاه‌هایی که در آن بازی کرده‌است می‌توان به باشگاه فوتبال لوگو اشاره کرد.